# 6187 Kagura
6187 Kagura è un asteroide della fascia principale. Scoperto nel 1988, presenta un'orbita caratterizzata da un semiasse maggiore pari a 3,1361067 UA e da un'eccentricità di 0,1810395, inclinata di 1,93602° rispetto all'eclittica.